# Centrale nucleare di Fukushima Dai-ichi
La Centrale nucleare di Fukushima Dai-ichi (福島第一原子力発電所?, Fukushima Dai-ichi Genshiryoku Hatsudensho), nota semplicemente come Fukushima Dai-ichi (lett. Fukushima nº1), è una centrale nucleare in dismissione, pesantemente danneggiata nel 2011 durante il disastro di Fukushima Dai-ichi. L'impianto si trova nella cittadina del Giappone di Ōkuma, situata nel distretto di Futaba della prefettura di Fukushima.
Solo 11,5 km più a sud, nella cittadina di Naraha, è situata la centrale nucleare gemella Fukushima Dai-ni (Fukushima n°2).

## Storia

### Costruzione e avvio
Il progetto di una centrale nucleare nel distretto di Fukushima venne presentato dalla Tokyo Electric Power Company (TEPCO) nella prima metà degli anni sessanta. L'azienda statunitense General Electric completò i lavori nel 1967 e nel 1971 iniziò a produrre energia elettrica. Divenne sin da subito una delle principali centrali nucleari giapponesi, classificata come la 15° centrale nucleare più grande del mondo estendendosi su un territorio di 3,5 km quadrati.

### Incidente del 1978
Nel 1978 successe che le barre di combustibile caddero nel reattore 3, provocando una reazione nucleare. Ci sono volute circa sette ore e mezza per rimettere le aste nelle posizioni corrette. L'incidente venne subito insabbiato dalla TEPCO. Solo nel 2007, a seguito di interviste di due ex lavoratori, venne scoperto anche dalla nuova direzione della TEPCO.

### Incidente del 2009
A febbraio 2009 si è registrato un anomalo aumento della pressione all'interno del sistema di raffreddamento, causato dalla chiusura di una valvola. Il reattore era al 12% della potenza quando è scattato l'allarme: la pressione aumentò a 7100 kPa, superando il limite regolamentare di 6910 kPa. Il reattore è stato spento e la pressione è scesa al di sotto del limite. Successivamente, un'ispezione ha confermato che una delle 8 valvole di bypass si era chiusa.

### Incidente del 2010
Il 2 novembre 2010 il reattore 5 ha effettuato uno arresto automatico (SCRAM) mentre un operatore stava effettuando una regolazione dello schema di inserimento della lama di controllo. Lo SCRAM è stato causato da un basso livello dell'acqua nel reattore. La turbina è scattata insieme al reattore e non ci sono state lesioni da radiazioni ai lavoratori.

### Disastro del 2011
L'11 marzo 2011 alle 14:46 JST, si verificò un violento terremoto di magnitudo 9 con epicentro al largo della costa nord-orientale del Giappone. Mentre i reattori 4, 5 e 6 erano stati spenti precedentemente per una manutenzione programmata, i reattori 1, 2 e 3 sono stati spenti dalla procedura automatica SCRAM e il loro calore residuo venne raffreddato dal sistema di raffreddamento che faceva uso dell'energia dei generatori di emergenza.
Più o meno 40 minuti dopo il terremoto, si abbatté sulla costa uno tsunami con onde alte 14 metri, le quali hanno superato le barriere della centrale e sono penetrate negli edifici. L'acqua di mare ha disattivato i generatori di emergenza necessari per raffreddare i reattori e le piscine di combustibile esaurito e la temperatura all'interno del nocciolo è salita vertiginosamente.
Nelle settimane successive ci sono state prove del meltdown dei reattori 1, 2 e 3. Le esplosioni derivanti dai meltdown hanno rilasciato nell'ambiente grandi quantità di materiale radioattivo. Per proteggere la popolazione, sono stati evacuati circa 83.000 residenti in un raggio di 30 km. Il triplo meltdown ha anche causato preoccupazioni sulla contaminazione delle forniture di cibo e acqua, incluso il raccolto di riso del 2011, e anche sugli effetti sulla salute delle radiazioni sui lavoratori dello stabilimento. Gli scienziati stimano che l'incidente abbia contaminato 338 km2 del fondo dell'oceano Pacifico.
Gli eventi ai reattori 1, 2 e 3 sono stati classificati al livello 5 di gravità secondo la scala internazionale per gli eventi nucleari (INES). Gli eventi al reattore 4 invece, sono stati classificati come gravi (corrispondenti al livello 3), con una valutazione complessiva del disastro di livello 7.

## Critiche
Prima del disastro del marzo 2011, furono mosse critiche alla gestione della centrale nucleare da parte di più enti:
- Nel 1990, la Commissione di Regolamentazione Nucleare (NRC) degli Stati Uniti ha classificato come molto probabile, il guasto dei generatori di elettricità di emergenza e il successivo guasto dei sistemi di raffreddamento degli impianti in regioni sismicamente molto attive. L'Agenzia giapponese per la sicurezza nucleare e industriale (NISA) ha citato questo rapporto nel 2004. Secondo Jun Tateno, un ex scienziato della NISA, la TEPCO non ha reagito a questi avvertimenti e non ha risposto con alcuna misura.[14]
- Nel 1992, una serie di documentari della BBC sottolineava che i sistemi di raffreddamento ad acqua bollente (come quelli usati a Fukushima I) erano molto rischiosi, perché lavoravano a pressioni elevate.[15] Il regista Adam Curtis riprese quella serie di documentari sottolineando che quei problemi erano noti sin dal 1971.[16]
- La TEPCO era stata avvertita che la diga non era sufficientemente alta per resistere ad un potente tsunami, ma quest'ultima non ha aumentato l'altezza della diga. L'azienda gestiva anche altre centrali nucleari giapponesi, come quella di Onagawa (che peraltro è anche più vicina all'epicentro del terremoto), e per queste aveva costruito dighe molto più alte e robuste.

## I reattori
Tutti i sei reattori della centrale sono di tipo ad "acqua bollente" BWR. Il primo di essi, e anche il più vecchio, ha cominciato l'erogazione commerciale di energia elettrica ufficialmente nel mese di marzo 1971. La data di spegnimento dello stesso era stata programmata per il mese di marzo 2011.
L'inizio dei lavori di costruzione per le unità 7 e 8 era pianificato entro aprile 2012 e 2013, per essere pienamente operativo rispettivamente a ottobre 2016 e 2017. Il progetto fu formalmente annullato da TEPCO ad aprile 2011, a seguito delle rimostranze delle autorità locali per il fatto che la costruzione delle due unità era ancora presente nella versione finale pubblicata a marzo 2011, dopo il disastro. La società ha risposto che il cronoprogramma era stato redatto prima del terremoto.
| Unità | Potenza netta (MW) | Modello (Contenimento) | Inizio costruzione                 | Allacciamento alla rete      | Produzione commerciale | Dismissione (prevista) | Fornitore del reattore | Architetto | Costruttore |
| 1     | 439 MW             | BWR-3 (Mark I)         | 25 luglio 1967                     | 17 novembre 1970             | 26 marzo 1971          | 19 maggio 2011         | General Electric       | Ebasco     | Kajima      |
| 2     | 760 MW             | BWR-4 (Mark I)         | 9 giugno 1969                      | 24 dicembre 1973             | 18 luglio 1974         | 19 maggio 2011         | General Electric       | Ebasco     | Kajima      |
| 3     | 760 MW             | BWR-4 (Mark I)         | 28 dicembre 1970                   | 26 ottobre 1974              | 27 marzo 1976          | 19 maggio 2011         | Toshiba                | Toshiba    | Kajima      |
| 4     | 760 MW             | BWR-4 (Mark I)         | 12 febbraio 1973                   | 24 febbraio 1978             | 12 ottobre 1978        | 19 maggio 2011         | Hitachi                | Hitachi    | Kajima      |
| 5     | 760 MW             | BWR-4 (Mark I)         | 22 maggio 1972                     | 26 agosto 1977               | 18 aprile 1978         | 17 dicembre 2013       | Toshiba                | Toshiba    | Kajima      |
| 6     | 1067 MW            | BWR-5 (Mark II)        | 26 ottobre 1973                    | 9 marzo 1979                 | 24 ottobre 1979        | 17 dicembre 2013       | General Electric       | Ebasco     | Kajima      |
| 7     | 1380 MW            | ABWR                   | Attività cancellata ad aprile 2011 | Pianificata per il 10/2016   |                        |                        |                        |            |             |
| 8     | 1380 MW            | ABWR                   | Attività cancellata ad aprile 2011 | Pianificata entro il 10/2017 |                        |                        |                        |            |             |

Al 2023 all'interno dei tre reattori rimangono 880 tonnellate di combustibile nucleare fuso altamente radioattivo.